# Haimpertshofen (Pfaffenhofen an der Ilm)
Haimpertshofen ist ein Ortsteil der oberbayerischen Stadt Pfaffenhofen an der Ilm, der circa drei Kilometer nördlich der Kreisstadt liegt.

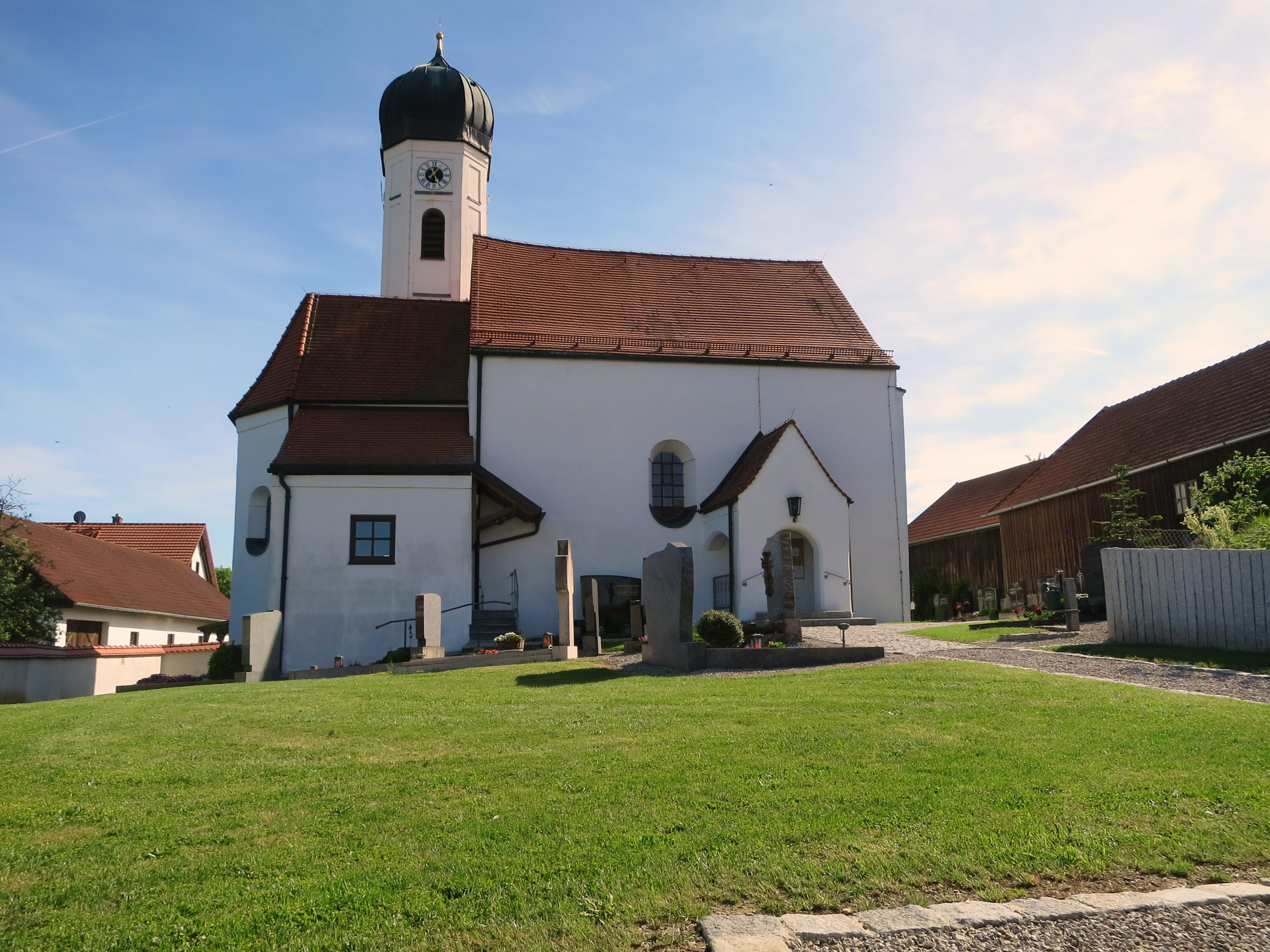
St. Stephan in Haimpertshofen

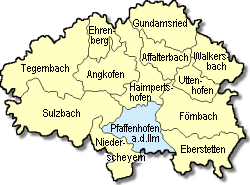
Eingemeindungen nach Pfaffenhofen an der Ilm in der Gebietsreform

## Geschichte
Die 1818 mit dem bayerischen Gemeindeedikt begründete Gemeinde Haimpertshofen mit den Orten Eckersberg, Heißmanning, Pallertshausen und Weingarten verlor am 1. Januar 1972 ihre Selbständigkeit und wurde in die Kreisstadt Pfaffenhofen an der Ilm eingegliedert.

## Sehenswürdigkeiten
Die katholische Filialkirche St. Stephan stammt im Kern aus dem 14. Jahrhundert.